# 요미우리랜드

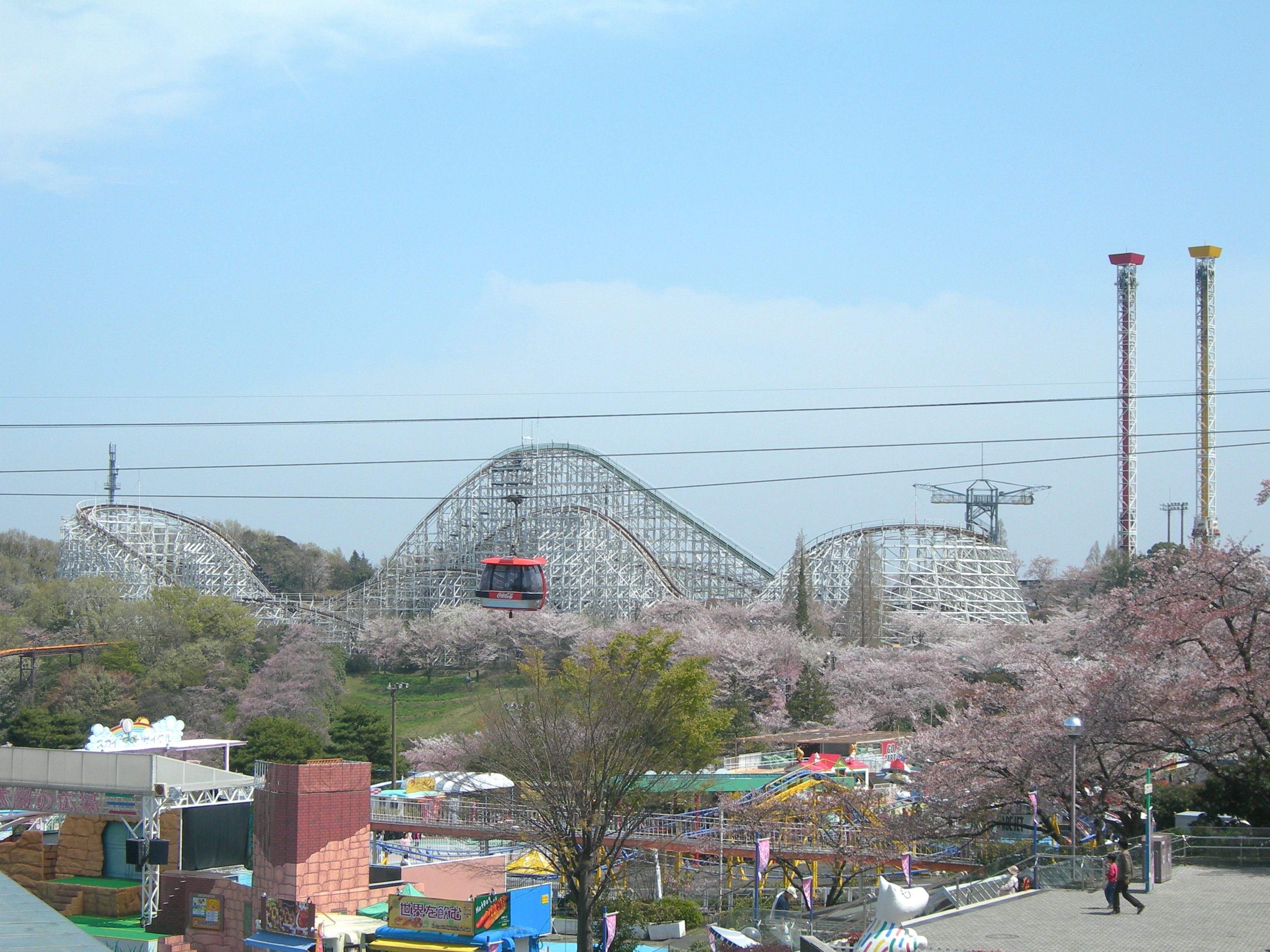
요미우리랜드

요미우리랜드(일본어: よみうりランド 요미우리란도[*])는 도쿄도 이나기시와 가나가와현 가와사키시 다마구에 걸쳐 있는 놀이공원이다. 주식회사 요미우리랜드(일본어: 株式会社よみうりランド)가 운영한다.

## 개요
1964년에 문을 열었다. 다마 구릉 남부에 있는 교외형 유원지로, 유원지 내에는 롤러코스터, 관람차 등의 놀이기구, 야외 극장, 스파, 목욕탕과 노인을 위한 간호 서비스 시설, 의료기관 등이 내에 개설되어 있다.
위치는 본사 사무실이 있는 도쿄 도 이나기 시로 표기되어 있지만, 부지의 대부분은 가나가와 현 가와사키 시 다마 구에 속하고 전화 번호도 가와사키 MA의 044이다. 또한 가나가와 현 측의 부지 내에 있는 요미우리 자이언츠 실내 연습장의 일부는 이나기시의 영토이다.